# Emil Adam

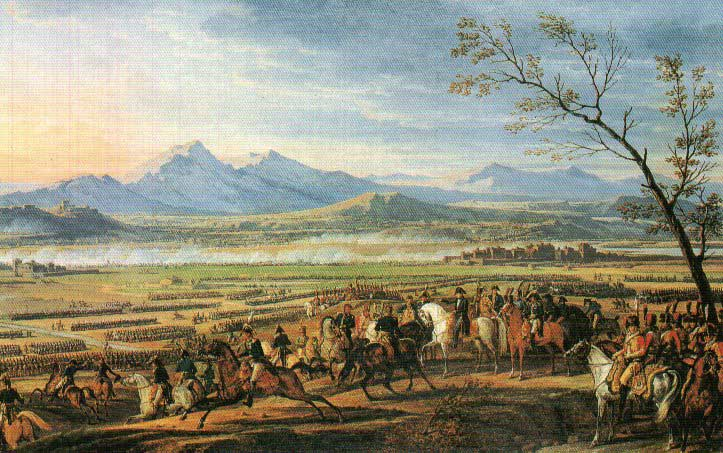
Die Schlacht bei Wagram.

Emil Franz Adam (Monaco di Baviera, 20 maggio 1843 – Monaco di Baviera, 19 gennaio 1924) è stato un pittore tedesco, membro della famiglia Adam.

## Biografia
Figlio del pittore di animali Benno Adam e allievo dello zio Franz Adam, dipinse soprattutto soggetti con cavalli, cavalieri e scene di caccia.